# I Feel Loved
 «I Feel Loved» - другий сингл британської групи Depeche Mode з їх десятого студійного альбому Exciter , і 38-й в дискографії групи. Вийшов 30 липня 2001.

## Про пісню
У 2002 році пісня була номінована на «Греммі» у двох номінаціях. Версія «Danny Tenaglia's Remix» поступилася в номінації «Найкращий танцювальний запис» пісні «All for You» Джанет Джексон, а в номінації «Найкращий ремікс» - реміксу Deep Dish пісні «Thank You» Dido.